# Mount Dundas (Tasmanien)
Der Mount Dundas ist ein 1143 Meter hoher Berg im Westen des australischen Bundesstaates Tasmanien. Er liegt am nordwestlichen Rand der West Coast Range.

## Geologie
Ähnlich wie der Mount Lyell gab es auch am Mount Dundas eine Reihe von Bergwerken und Schmalspurbahnen für den Erztransport. Die wichtigsten Kupfer- und Goldadern der West Coast Range kommen auf Grund deren komplexer Geologie im Gebiet der Mount-Read-Vulkane vor.